# 郭顯
郭顯，江西吉安府吉水縣人，明朝政治人物、進士出身。

## 生平
永樂十三年（1415年），登進士，授戶科給事中，升廣東韶州府知府、直隸徽州府知府。